# Lana (Włochy)
Lana (niem. Lana) – miejscowość i gmina we Włoszech, w regionie Trydent-Górna Adyga, w prowincji Bolzano.
Liczba mieszkańców gminy wynosi 11 120 (dane z roku 2009). Język niemiecki jest językiem ojczystym dla 91,8%, włoski dla 7,91%, a ladyński dla 0,29% mieszkańców (2001).